# 莫雄马扎尔古堡区
莫雄马扎尔古堡区（匈牙利語：Mosonmagyaróvári járás），是匈牙利杰尔-莫松-肖普朗州的一个区，总面积899.97平方公里，总人口72,609人（2011年），人口密度81人/平方公里。中心城市为莫雄馬扎爾古堡。

## 市镇
莫雄马扎尔古堡区包含3个城镇、一个大村和22个村庄。